# Secessio plebis
Secessio plebis (terugtrekking van het volk) was een informele uitoefening van macht van de (plebejische) burgers in het oude Rome, vergelijkbaar met een staking. Tijdens een secessio plebis verliet het plebs massaal de stad en de patriciërs. Dit was een effectieve strategie omdat de plebejische burgers het grootste deel van het volk uitmaakten en het grootste gedeelte van het voedsel produceerden.
Het woord secessie bestaat vandaag de dag nog om terugtrekking uit een organisatie of land aan te geven.

## Secessiones in de Romeinse geschiedenis

### 494 v.Chr.
In 494 v.Chr., hoewel dit waarschijnlijk niet historisch is, scheidden de burgers zich af in reactie op de strenge heerschappij van Appius Claudius Sabinus Inregillensis en omwille van de strenge toepassing van het schuldrecht (ius nexus). Ze vluchtten naar de Mons sacer ('Heilige berg'), waarschijnlijk de Aventijn. (De naam van de Aventijnse beweging, die in de 20ste eeuw fel gekant was tegen het fascisme is hiervan afgeleid.) De reactie van de patriciërs - onder leiding van de oud-consul Agrippa Menenius Lanatus - was het kwijtschelden van de schulden van het plebs en het afstaan van een deel van hun macht aan een volkstribuun, daar de plebejers slechts onder die voorwaarden naar Rome wilden terugkeren. Dit was de eerste keer dat het plebs toegang kreeg tot bestuursambten. De bevoegdheden van de volkstribunen veranderde in de loop der tijd. Op hun hoogtepunt hadden ze vetorecht over elke beslissing van een magistraat waarvan ze vonden dat hij slecht uitpakte voor het plebs.

### 449 v.Chr.
In 449 v.Chr. - dit was mogelijk ook niet historisch - scheidde het plebs zich opnieuw af. Het leger, dat op de Algidus mons stond, rukte op naar de Aventijn en toen werd, na onderhandelingen tussen de strijdende partijen, een overeenkomst gesloten, waarbij de tienmannen (decemviri legibus scribundis) aftraden, en het consulaat in ere werd hersteld (zie verder: Leges Valeriae Horatiae).
De patriciërs werden ook gedwongen de Twaalftafelenwet aan te nemen. In tegenstelling tot de eerdere geheime wetten waar alleen de priesters toegang toe hadden, betrof dit een geschreven en gepubliceerd wetboek. Voor het eerst hadden de burgers van Rome ook wetten en rechten.

### 287 v. Chr.
In 287 v.Chr. scheidde het plebs zich gewapend voor de laatste keer af, dit keer op de Janiculum, om de patriciërs te dwingen de Lex Hortensia aan te nemen. Deze gaf de plebejers het laatste woord in alle wetgevende zaken door plebiscieten gelijk te stellen aan wetten.
De Lex Hortensia betekende het einde van de klassenstrijd tussen patriciërs en plebejers. Eerder al kregen de plebejers het recht om te worden gekozen voor elke positie in de staat door de Lex Ogulnia (300 v.Chr.) die hun het recht toekende om priester te worden. Het huwelijk tussen een plebejer en een patriciër werd legaal, en ook de schuldslavernij werd afgeschaft.